# イロダ・ツルヤガノワ
イロダ・ツルヤガノワ（Iroda Tulyaganova, 1982年1月7日 - ）は、ウズベキスタン・タシュケント出身の女子プロテニス選手。WTAツアーでシングルス3勝、ダブルス4勝を挙げた。ベースライン・プレーヤーで、高速サービスと両手打ちバックハンド・ストロークを最も得意にする。自己最高ランキングはシングルス16位、ダブルス28位。身長170cm、体重65kg、右利き。

## 来歴
9歳からテニスを始め、1999年6月に17歳でプロ入り。2000年6月、故郷ウズベキスタン・タシュケントの大会でツアー初優勝。同年の全米オープンで4大大会の本戦に初出場を果たし、直後のシドニー五輪にもウズベキスタン代表選手として出場した。2001年、ツルヤガノワはウィンブルドンでナタリー・トージアとの3回戦まで勝ち進み、ウィンブルドンの終了直後、オーストリア・ウィーン大会とベルギー・クノック・ヘイスト大会で2週連続優勝を成し遂げた。クノック・ヘイスト大会の準決勝では、地元ベルギーのキム・クライシュテルスを破ったこともある。2002年は全豪オープンと全仏オープンで3回戦に進み、同年6月17日付でウズベキスタンのテニス選手として最高順位となる世界ランキング「16位」に入った。同年秋に韓国・釜山で行われた2002年アジア競技大会において、ツルヤガノワは女子テニスのシングルス決勝でタイ代表のタマリネ・タナスガーンを 6-1, 6-3 で破って金メダルを獲得した。
2003年2月、ツルヤガノワはインド・ハイデラバード大会の決勝でタマリネ・タナスガーンに敗れた準優勝があった。同年のウィンブルドンで2年ぶり2度目の3回戦に進んだが、第16シードのベラ・ズボナレワに 3-6, 5-7 で敗れる。ところが、同年8月初頭のポーランド・ソポト大会で予選1回戦敗退に終わった後、ツルヤガノワは右肘の故障のため1年余りの戦線離脱を余儀なくされた。2004年10月、故郷タシュケントの大会で1年ぶりに復帰を果たす。右肘故障からの復帰後、2006年10月にタシュケント大会で3年半ぶりの女子ツアー大会決勝に進んだ。この大会の決勝戦では中国の孫甜甜に敗れ、5年ぶりのツアー優勝を逃している。
ツルヤガノワは2010年10月のウィリアムズバーグで行われたITFのサーキット大会を最後に現役を引退した。

## WTAツアー決勝進出結果

### シングルス: 7回 (3勝4敗)
| 大会グレード         |
| -------------------- |
| グランドスラム (0–0) |
| ティア I (0–0)       |
| ティア II (0–0)      |
| ティア III (1–1)     |
| ティア IV & V (3–3)  |

| 結果   | No. | 決勝日         | 大会               | サーフェス | 対戦相手                     | スコア        |
| ------ | --- | -------------- | ------------------ | ---------- | ---------------------------- | ------------- |
| 優勝   | 1.  | 2000年6月18日  | タシケント         | ハード     | フランチェスカ・スキアボーネ | 6–3, 2–6, 6–3 |
| 準優勝 | 1.  | 2000年10月22日 | 上海               | ハード     | メガン・ショーネシー         | 6–7(2), 5–7   |
| 優勝   | 2.  | 2001年7月15日  | ウィーン           | クレー     | パティ・シュナイダー         | 6–3, 6–2      |
| 優勝   | 3.  | 2001年7月22日  | クノック＝ヘイスト | クレー     | ガラ・レオン・ガルシア       | 6–2, 6–3      |
| 準優勝 | 2.  | 2002年6月16日  | ウィーン           | クレー     | アンナ・スマシュノワ         | 4–6, 1–6      |
| 準優勝 | 3.  | 2003年2月9日   | ハイデラバード     | ハード     | タマリネ・タナスガーン       | 4–6, 4–6      |
| 準優勝 | 4.  | 2006年10月8日  | タシケント         | ハード     | 孫甜甜                       | 2–6, 4–6      |

### ダブルス: 7回 (4勝3敗)
| 結果   | No. | 決勝日         | 大会               | サーフェス | パートナー                 | 対戦相手                                        | スコア              |
| ------ | --- | -------------- | ------------------ | ---------- | -------------------------- | ----------------------------------------------- | ------------------- |
| 準優勝 | 1.  | 2000年5月14日  | ワルシャワ         | クレー     | アンナ・ザポロザノワ       | タチアナ・ガルビン ヤネッテ・フサロバ           | 3–6, 1–6            |
| 準優勝 | 2.  | 2000年6月18日  | タシケント         | ハード     | アンナ・ザポロザノワ       | 李娜 李婷                                       | 6–3, 2–6, 4–6       |
| 優勝   | 1.  | 2000年7月23日  | クノック＝ヘイスト | クレー     | ジュリア・カソーニ         | キャサリン・バークレー エバ・ディルバーグ       | 2–6, 6–4, 6–4       |
| 準優勝 | 3.  | 2001年2月4日   | 東京               | ハード     | アンナ・クルニコワ         | リサ・レイモンド レネ・スタブス                 | 6–7(5), 6–2, 6–7(6) |
| 優勝   | 2.  | 2001年5月27日  | ストラスブール     | クレー     | シルビア・ファリナ・エリア | アマンダ・クッツァー ロリ・マクニール           | 6–1, 7–6(0)         |
| 優勝   | 3.  | 2001年11月11日 | パタヤ             | ハード     | アサ・カールソン           | リーゼル・フーバー ウィン・プラクスヤ           | 4–6, 6–3, 6–3       |
| 優勝   | 3.  | 2003年2月9日   | ハイデラバード     | ハード     | エレーナ・リホフツェワ     | エフゲニア・クリコフスカヤ タチアナ・ポウチェク | 6–4, 6–4            |

## 4大大会シングルス成績
略語の説明
| W | F | SF | QF | #R | RR | Q# | LQ | A | Z# | PO | G | S | B | NMS | P | NH |

W=優勝, F=準優勝, SF=ベスト4, QF=ベスト8, #R=#回戦敗退, RR=ラウンドロビン敗退, Q#=予選#回戦敗退, LQ=予選敗退, A=大会不参加, Z#=デビスカップ/BJKカップ地域ゾーン, PO=デビスカップ/BJKカッププレーオフ, G=オリンピック金メダル, S=オリンピック銀メダル, B=オリンピック銅メダル, NMS=マスターズシリーズから降格, P=開催延期, NH=開催なし.
| 大会           | 2000 | 2001 | 2002 | 2003 | 2004 | 2005 | 2006 | 2007 | 2008 | 通算成績 |
| -------------- | ---- | ---- | ---- | ---- | ---- | ---- | ---- | ---- | ---- | -------- |
| 全豪オープン   | LQ   | 1R   | 3R   | 2R   | A    | A    | A    | 1R   | 1R   | 3–5      |
| 全仏オープン   | LQ   | 1R   | 3R   | 2R   | A    | A    | A    | LQ   | A    | 3–3      |
| ウィンブルドン | LQ   | 3R   | 2R   | 3R   | A    | A    | A    | LQ   | A    | 5–3      |
| 全米オープン   | 2R   | 2R   | 2R   | A    | A    | A    | A    | LQ   | A    | 3–3      |